# Леопольд Гессен-Гомбурзький
Леопольд Віктор Фрідріх Гессен-Гомбурзький (10 лютого 1787, Гомбург — 2 травня 1813, Гросгоршен) — князь Гессен-Гомбурга.

## Біографія
Народився в Гомбурзі, наймолодший із п'ятнадцяти дітей, народжених у Фрідріха V, ландграфа Гессен-Гомбурга та його дружини Кароліни Гессен-Дармштадтської старшої дочки Людовика IX, ландграфа Гессен-Дармштадта. Він і всі п'ятеро його братів брали участь у Наполеонівських війнах, що призвело до того що він загинув у бою під Лютценом в 1813 році в Гросгоршені, він прожив всього 26 років.
Леопольд Гессен-Гомбурзький загинув в 1813 році у Гросгоршені, зараз його могила знаходиться в Замку Бад-Гомбург біля Франкфурту.